# Rue Bertin-Poirée
La rue Bertin-Poirée est une voie du 1er arrondissement de Paris, en France.

## Situation et accès
Actuellement, la rue commence au 12, quai de la Mégisserie et finit au 63, rue de Rivoli.

## Origine du nom
Elle doit son nom à un particulier nommé « Bertin Poirée » qui y demeurait au début du XIIIe siècle.

## Historique

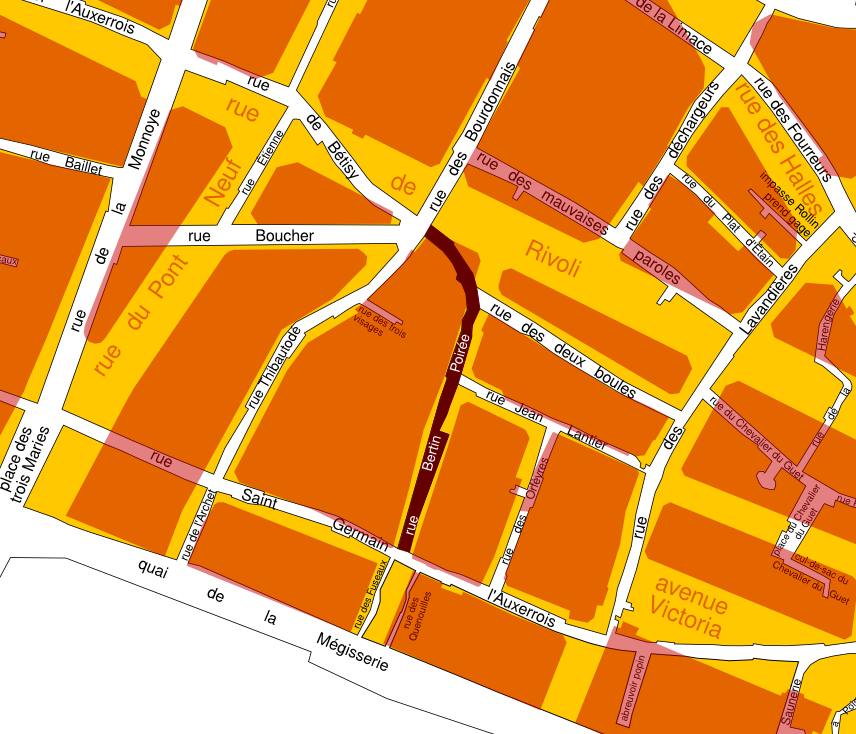
Plan de la rue Bertin-Poirée et de la voirie avoisinante à la fin du XVIIIe siècle avec, en superposition, le tracé des rues actuelles.

La rue Bertin-Poirée existait déjà au XIIIe siècle. Cette rue reliait autrefois la rue Saint-Germain-l'Auxerrois à la rue des Bourdonnais. Elle formait une limite du fief de Popin. Elle tient son nom de Bertin Porée, un habitant qui demeurait dans cette rue en 1240. Le nom de la rue a ensuite évolué et est devenu « Bertin-Poirée » vers 1493.
Cette voie est citée dans Le Dit des rues de Paris, de Guillot de Paris, sous la forme « rue Bertin-Porée ».
Elle est citée sous le nom de « rue Berthin Poirée » dans un manuscrit de 1636.
Le siège de la Banque Royale, ancêtre de la Loterie nationale, a été installé en 1660 au numéro 15 de la rue Bertin-Poirée.
Au XIXe siècle :
- la rue est amputée de sa partie nord comprise entre la rue des Deux-Boules et la rue Béthizy et rejoint alors la rue de Rivoli nouvellement créée[1] ;
- la rue est prolongée au sud jusqu'au quai de la Mégisserie en intégrant l'ancienne place Bertin-Poirée, elle-même formée par la démolition d'un îlot de maisons séparant la rue des Quenouilles de la rue des Fuseaux[2].

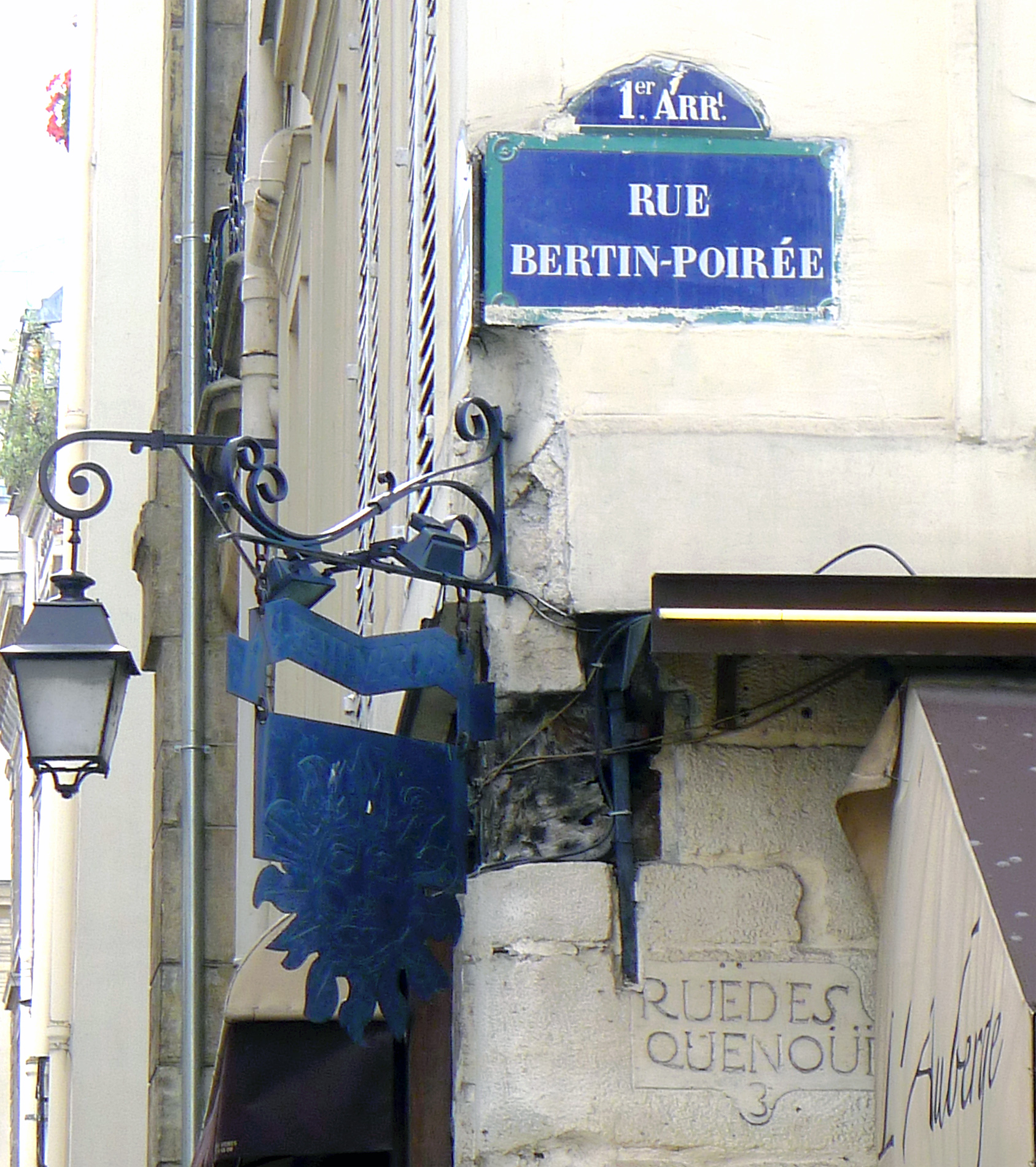
À l'angle sud-est des rues Bertin-Poirée et Saint-Germain-l'Auxerrois, l'ancienne inscription « rue des Quenouilles ».

En 1817, cette rue commençait aux nos 52 et 54, rue Saint-Germain-l'Auxerrois et finissait au 20, rue Thibault-aux-Dés et au 2, rue des Bourdonnais,.
Les numéros de la rue étaient noirs. Le côté impair, dont le dernier numéro était le no 15 était situé dans le quartier du Louvre tandis que le côté pair, dont le dernier numéro était le no 24 était situé dans le quartier Saint-Honoré.

## Pour approfondir